# A Bizottság (amerikai maffia)
A Bizottság az amerikai maffia irányító szerve, amelyet 1931-ben Charles "Lucky" Luciano hozott létre a Castellammarese háborút követően. 1931-ben a Bizottság a capo di tutti i capi ("minden főnök főnöke") címet, amelyet Salvatore Maranzano viselt a meggyilkolása előtt, egy olyan irányító bizottsággal váltotta fel, amely a New York-i öt klán főnökeiből, valamint a Chicago Outfit és a Buffalo bűnozőklán főnökeiből áll. A bizottság célja az volt, hogy felügyelje az Egyesült Államokban folyó összes maffiatevékenységet, és a klánok közötti konfliktusok közvetítésére szolgáljon.  A Bizottság története során a testület számos incidensbe keveredett, többek között az 1957-es apalachini találkozóba, az 1963-as, a Bizottság több tagjának meggyilkolására irányuló összeesküvésbe és az 1985-ös maffiabizottsági perbe. Az utolsó ismert bizottsági találkozó az összes főnökkel 1985 novemberében volt.

## Történelem

### A Bizottság előtt
A Bizottság megalakulása előtt az amerikai maffiacsaládok egy ember, a capo di tutti capi ("Boss of all Bosses", „minden főnök főnöke”, szó szerint „minden fej feje") irányítása alatt álltak. Ez az ember nagy hatalmat gyakorolt minden maffiafőnök felett, ami vitákhoz és háborúkhoz vezetett.
1929-ben két New York-i maffiavezér, Joe "The Boss" Masseria és Salvatore Maranzano között kitört a címért folytatott Castellammare háború. Masseria-t 1931. április 15-én saját alvezére, Lucky Luciano közreműködésével megölték, így Maranzano átvette a capo di tutti capi címet. Maranzano a New York-i alvilágot öt családba szervezte és magát capo di tutti capi-ként mindannyiuk fölé helyezte. Túlzott hataloméhsége miatt Charles "Lucky" Luciano – akit időközben megpróbált megöletni – és szövetségesei úgy döntöttek, hogy el kell távolítani a posztról, és 1931. szeptember 10-én meggyilkolták (ugyanazon a napon, mikorra magához hívatta Luciano-t vélhetően azért, hogy megölesse).

### A Bizottság megalakulása
Maranzano 1931-es meggyilkolását követően a maffiaklánok Chicagóban találkoztak. A találkozó célja az volt, hogy a capo di tutti capi régi szicíliai maffia-rezsim szerinti címet eltöröljék és egy minden bűnözőklánra érvényes szabályozást hívjon életre. Charlie Luciano egy, az üzleti szférában ismert igazgatótanácshoz hasonló bizottságot hozott létre, amelyet A Bizottságnak ("The Commision") neveztek. Célja az volt, hogy nemzeti szinten felügyelje az összes bűnözői tevékenységet és közvetítsen a családok között (főképpen a konfliktusok elkerülése végett). A Bizottság hét klán főnökéből állt: New York öt családjának vezetői: Charlie "Lucky" Luciano, Vincent Mangano, Tommy Gagliano, Joseph Bonanno és Joe Profaci; a Chicago Outfit főnöke, Al Capone; és a Buffalo-i klán főnöke, Stefano Magaddino . Charlie Luciano-t nevezték ki a Bizottság elnökévé . A Bizottság egyetértett abban, hogy ötévente tartanak üléseket, továbbá amikor szükség van arra a családi problémák megvitatására.

### A Bizottság hatalma

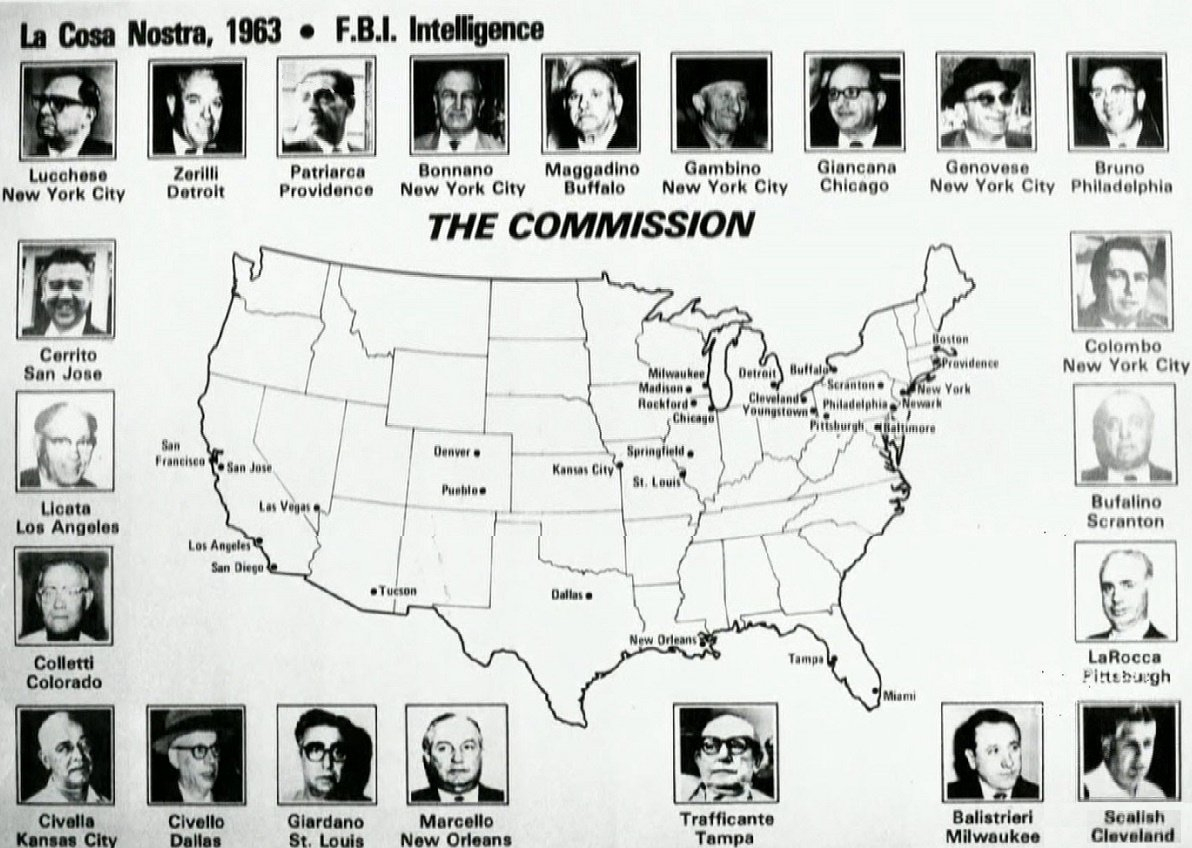
Az amerikai Mafia főnökök országos FBI-diagramja 1963-ban

A Bizottságé volt annak joga, hogy hatalomba lépés előtt jóváhagyja a klánok élére szánt új főnök kinevezését. A New York-i öt klán úgy döntött tovább, hogy az új tagok belépését a többi klánnak jóvá kell hagynia. Miután az új javasolt tagot a többi klán is jóváhagyta, válhatott az "made man"-é ("man of honor", (régebben a szicíliai) maffia teljes jogú tagja) .
A Bizottság lehetővé tette, hogy – zsidó származásuk ellenére – Meyer Lansky, Bugsy Siegel, Louis "Lepke" Buchalter, Dutch Schultz és Abner "Longie" Zwillman velük dolgozzanak és részt vegyenek néhány találkozón. 1935-ben a Schultz megkérdőjelezte a Bizottság hatóságát, amikor – saját életét féltve – meg akarta ölni Thomas Dewey ügyészt. Ehelyett – felmérve az ügyész meggyilkolása által okozott lehetséges megtorlás keménységét – a Bizottság Schultz meggyilkolás mellett voksolt, ami 1935. október 23-án megtörtént. A Bizottság Louis Buchalter Murder Inc.-t  használta arra, hogy bármely ellenfelétől, versenytársától megszabaduljon.
1936-ban, prostitúciós vádak alapján bebörtönözték Charles "Lucky" Lucianot, amely lehetővé tette Vincent Mangano, Joseph Profaci, Joseph Bonanno, Tommy Gagliano és Stefano Magaddino számára a Bizottság irányításának átvételét. Az öt főnök a bizottság konzervatív frakciójából származott, akik hittek a szicíliai hagyományokban. A konzervatív frakció Vincent Manganót választotta az új elnöknek, és Joseph Profaci lett a Bizottság titkára. Szabadulása után, 1946-ban Luciano összehívta a Havanna Konferenciát, hogy megvitassa a Bizottsággal az amerikai maffia jövőjét. A Bizottság az ülésen úgy döntött, hogy továbbra is Luciano vezeti a Bizottságot; az amerikai maffia aktív lesz a kábítószer-kereskedelemben. Elhatározták továbbá Bugsy Siegel megölését a Las Vegas-i Flamingo Hotel kapcsán okozott pénzbeli veszteségek miatt.
1951-ben Vincent Mangano, a konzervatív frakcióvezető eltűnt, és Albert Anastasia a "liberális-amerikai frakció" tagjaival, Frank Costellóval és Tommy Lucchese-vel szövetkezett. A Bizottságon belüli erő a konzervatív-szicíliai" frakcióról a liberális-amerikai" frakcióra tevődött át.
1957-ben, az ún "Apalachin találkozón" a Bizottság úgy döntött, hogy még két főnök – a Philadelphia-i család vezére, Angelo "Gentle Don" Bruno a és Joseph "Joe Z." Zerrilli, a Detroit Partnership vezére helyet kap a Bizottságban.
Jack Dragna, 25 éve a Los Angeles-i klán főnöke szintén hellyel bírt a Bizottságban. Klánját 1956-os halála óta a Chicago Outfit képviselte.

### A Bizottság ma
A Bizottság állítólag ma is működik, azonban jelenlegi tagsága csak az öt klán és a Chicago Outfit főnökeiből áll.
A klánok főnökei helyett helyetteseik vagy kapitányaik találkoznak üzleti és hatalmi ügyek megvitatása végett.

## A vezetés múltja

### A Bizottság elnöke
A Bizottságnak nem volt „uralkodója”, de volt egy kijelölt elnök ("Chairman" vagy "Head of the National Commision" (a nemzeti bizottság vezetője)). Ezt a megoldást alkalmazták a capo di tutti capi szerepének helyettesítésére, mivel az volt a régi "Bajszos Pete"-rendszer egyszemélyes szabályának konnotációja.
- 1931–1946 – Charles "Lucky" Luciano [8] – 1936-ban letartóztatták, majd 1946-ban deportálták
- 1946–1951 – Vincent "The Executioner" Mangano [8] – a konzervatív frakció "hangszórója" volt, 1951 áprilisában eltűnt
- 1951–1957 – Szabályozó testület – Frank "Costello (liberális frakció), Joseph" Joe Bananas "Bonanno (konzervatív frakció) [8]
- 1957–1959 – Vito "Don Vitone" Genovese [12] – vezette a liberális frakciót Tommy Lucchese és Carlo Gambino mellett; 1959-ben bebörtönözték és 1969. február 14-én halt meg
- 1959–1976 – Carlo "Don Carlo" Gambino [12] – csatlakozott Tommy Lucchese-hoz és nyugdíjas Frank Costellóhoz; 1976. október 15-én halt meg
- 1976–1985 – Paul "Big Paul" Castellano – meggyilkolták 1985. december 16-án [13]
- 1985 – a "Commision Case"-et követően úgy döntöttek, hogy a Bizottság már nem találkozik csoportként; ehelyett a bizottsági tagok a bizottsági témákkal kapcsolatban üzeneteket küldenek egymásnak [2]
- Nem hivatalos 1986–1992 – John "Dapper Don" Gotti – 1992-ben bebörtönözték és 2002. június 10-én halt meg
- Hivatalos 1985–1997 – Vincent "The Chin" Gigante [14] – 1997-ben bebörtönözték és 2005. december 19-én halt meg
- Nem hivatalos 2000–2003 – Joseph "Big Joey", Massino – 2003-ban bebörtönözték, majd 2004-ben kormánytanú lett

### A Bizottság üléseivel rendelkező klánok
- Genovese (1931 – jelenleg is) [15]
- Gambino (1931 – jelenleg is) [15]
- Lucchese (1931 – jelenleg is) [15]
- Chicago Outfit (1931 – jelenleg is), gyakran a Genovese klán által képviselve [15]
- Bonanno (1931-1970s;[15] 1990-es évektől – jelenleg is)
- Colombo (1931–1990;[15] 2000-es évektől -jelenleg s)

A Genovese klán által képviselt klánok
- Buffalo bűnözőklán – 1931-1974 között volt széke a Bizottságban [15]
- Philadelphia bűnözőklán – 1961-től 1980-ig volt helye a Bizottságban [1][15]
- A Detroit Partnerség 1961-től 1977-ig volt helye a Bizottságban
- DeCavalcante bűnözőklán (New Jersey) [15]
- Patriarca bűnözőklán (New England) [15]
- Pittsburgh bűnözőklán [1][15]
- Cleveland bűnözőklán [1][15]
- New Orleans bűnözőklán [15]

A Chicago Outfit által képviselt klánok
- Milwaukee bűnözőklán [1][15]
- Kansas City bűnözőklán [15]
- St. Louis bűnözőklán [15]
- Trafficante bűnözőklán (Tampa) [15]
- Los Angeles-i bűnözőklán [1][15]
- San Francisco bűnözőklán [1]
- San Jose bűnözőklán [1]

## Lásd még
- Szicíliai Maffia Bizottság
- Szindikátus (National Crime Syndicate)
- Apalachin találkozó

## Fordítás
- Ez a szócikk részben vagy egészben  a   The Commission (mafia) című angol Wikipédia-szócikk fordításán alapul.  Az eredeti cikk szerkesztőit annak laptörténete sorolja fel. Ez a jelzés csupán a megfogalmazás eredetét és a szerzői jogokat jelzi, nem szolgál a cikkben szereplő információk forrásmegjelöléseként.